# Ue kara Mariko
"Ue kara Mariko" (上からマリコ, "Mariko de cima") é o 27º single do grupo feminino de J-pop AKB48. Foi lançado a 7 de dezembro de 2011 e vendeu 1 199 000 cópias.

## Informações e Tracklist
É a segunda música com o tema "Janken", tendo como center a então integrante Mariko Shinoda. "Hashire! Penguin" estava programada para ser lançado como single, mas foi alterado em favor de Mariko e passou a ser B-Side na "Versão do teatro".

### TRACKLIST
- 01 Ue Kara Mariko
- 02 Noel no Yoru
- 03 
  - Rinjin wa Kizutsukanai (Type A)
  - Zero-sum Taiyō (Type K)
  - Yobisute Fantasy (Type B)
  - Hashire! Penguin (Theater)

As faixas 04-06 são versões em Karaokê